# Monistrol-sur-Loire
Monistrol-sur-Loire település Franciaországban, Haute-Loire megyében. Lakosainak száma 8874 fő (2022. január 1.). Monistrol-sur-Loire Bas-en-Basset, Beauzac, La Chapelle-d’Aurec, Pont-Salomon, Saint-Maurice-de-Lignon, Sainte-Sigolène, La Séauve-sur-Semène és Les Villettes községekkel határos.

## Népesség
A település népességének változása:
| Lakosok száma | 4265 | 5143 | 6180 | 8444 | 8788 | 8793 | 8718 | 8875 | 8962 | 8874 |
|               | 1968 | 1982 | 1990 | 2006 | 2013 | 2015 | 2017 | 2019 | 2020 | 2022 |